# 水田義雄
水田 義雄（みずた よしお、1907年2月10日 - 1982年2月26日）は、日本の法学者。専門は比較法学。学位は、法学博士（早稲田大学・1960年）(学位論文「英国比較法研究」）。早稲田大学名誉教授。

## 略歴
東京都生まれ。翻訳家・水田栄雄の四男。1929年早稲田大学法学部卒。法律事務所を開設するが、のち早大法学部助教授、教授、1960年「英国比較法研究」で早稲田大学より法学博士の学位を取得。1977年定年退任、名誉教授、大東文化大学教授。比較法学が専門。

## 著書
- 『アメリカ法史概説』巖松堂書店 1949
- 『英法学序説』敬文堂書店 1957
- 『欧米諸国の比較法研究所』早稲田大学比較法研究所 1958
- 『英国比較法研究』勁草書房 1960
- 『英法研究への手引き』敬文堂 1963
- 『西欧法事始』成文堂 1967
- 『法の変動と理論 英米法における法典化』成文堂 1969

### 共著編
- 『日本法令年表』編 厳松堂書店 (発売) 早稲田法學別冊 1934
- 『米法教材』楠本英隆共編　早稲田大学出版部 1950

記念論文集
- 『水田義雄教授還暦祝賀論集』早稲田大学法学会 敬文堂書店 1967

## 論文
- 水田義雄「英法に於ける家事勞務請求權の侵害に就て」『早稲田法学』第19号、早稲田大学法学会、1940年4月、1-32頁、ISSN 0389-0546、NAID 120000788074。
- 水田義雄「民法編纂當時の孝道論 : 近親關係考慮主義について」『社会経済史学』第14巻第8号、社会経済史学会、1944年、17-32頁、doi:10.20624/sehs.14.8_17、ISSN 0038-0113、NAID 110001215932。
- 水田義雄「アメリカ法学出発点」『早稲田法学』第24巻第1号、早稲田大学法学会、1948年7月、1-50頁、ISSN 03890546、NAID 120000788071。
- 水田義雄「英国の比較法学について」『比較法研究』第1号、比較法学会、1950年11月、65-78頁、ISSN 04391365、NAID 40003217641。
- 水田義雄「アメリカ比較法教育現況」『比較法研究』第2号、比較法学会、1951年5月、65-69頁、ISSN 04391365、NAID 40003217647。
- 水田義雄「ホームズの言葉」『早稲田法学』第27巻第3号、早稲田大学法学会、1952年3月、32-112頁、ISSN 0389-0546、NAID 120000788900。
- 水田義雄「比較法學の近代性について」『早稲田法学』第28号、早稲田大学法学会、1952年12月、171-202頁、ISSN 0389-0546、NAID 120000788910。
- 水田義雄「英法の孤立性について」『早稲田法学』第30巻、早稲田大学法学会、1954年、523-555頁、ISSN 03890546、NAID 120000788868。
- 水田義雄「19世紀印度法典化の顛末」『早稲田法学』第33巻第1号、早稲田大学法学会、1958年3月、63-99頁、ISSN 03890546、NAID 120000788856。
- 水田義雄「イギリスにおける法典化運動の一展開-その法思想と実用性の問題-」『法哲学年報』第1958号、日本法哲学会、1959年、139-177頁、doi:10.11205/jalp1953.1958.139、ISSN 0387-2890、NAID 130003574732。
- 水田義雄「フランシス・ベーコンの法律改革提案について」『早稲田法学』第35巻第3号、早稲田大学法学会、1959年8月、429-447頁、ISSN 03890546、NAID 120000788147。
- 水田義雄「近代英米法法典化に関する諸問題概観」『早稲田法学』第38巻第1号、早稲田大学法学会、1963年2月、19-46頁、ISSN 0389-0546、NAID 120000788194。
- 水田義雄「アメリカ法とは何か--アメリカ法入門-1-」『法律のひろば』第18巻第11号、ぎょうせい、1965年11月、26-31頁、ISSN 09169806、NAID 40003517100。